# Umalawain
Umalawain is een bestuurslaag in het regentschap Belu van de provincie Oost-Nusa Tenggara, Indonesië. Umalawain telt 1326 inwoners (volkstelling 2010).